# Lupinus ariste-josephii
Lupinus ariste-josephii är en ärtväxtart som beskrevs av Charles Piper Smith. Lupinus ariste-josephii ingår i släktet lupiner, och familjen ärtväxter. Inga underarter finns listade i Catalogue of Life.